# Tanghi argentini
 (juillet 2025).
Pour plus de détails, voir Fiche technique et Distribution.
Tanghi argentini est un court métrage flamand (Belgique) réalisé par Guido Thys et sorti en 2006.
Le film a été nommé pour le meilleur court métrage à la 80e cérémonie des Oscars, mais n'a finalement pas remporté le prix.

## Fiche technique
- Titre : Tanghi argentini
- Réalisation :	Guido Thys
- Scénario : Geert Verbanck
- Producteur : Anja Daelemans, Dries Phlypo
- Musique : Allan Muller
- Directeur de la photographie : Frank van den Eeden
- Distribution : Premium Films
- Année de production : 2006
- Durée : 14 minutes
- Genre	: court métrage
- Langue : néerlandais
- Pays de production :  Belgique

## Distribution
- Wannes Cappelle : Patrick
- Ineke Nijssen : Gab
- Hilde Norga : Suzanne
- Mathias Sercu : Elves
- Dirk Van Dijck : André
- Koen Van Impe : Frans